# Leucania panaethiopica
Leucania panaethiopica là một loài bướm đêm trong họ Noctuidae.